# Platypternodes savannae
Platypternodes savannae is een rechtvleugelig insect uit de familie van de veldsprinkhanen (Acrididae). De wetenschappelijke naam van deze soort is voor het eerst geldig gepubliceerd in 1926 door Boris Petrovich Uvarov.